# Wedge Antilles
Wedge Antilles – fikcyjna postać ze świata Gwiezdnych wojen, koreliański pilot myśliwca X-wing, oficer wywiadu i generał, który walczył dla Sojuszu Rebeliantów i Nowej Republiki od początku Galaktycznej Wojny Domowej po wojnę z rasą Yuuzhan Vong.

## Życiorys
Antilles służył w Dowództwie Myśliwców przez trzy dekady, uczestnicząc w bitwach o Yavin, Hoth i Endor. Uczestniczył także w atakach na obie Gwiazdy Śmierci. Był dowódcą Eskadry Łotrów i założycielem Eskadry Widm.
Pojawia się we wszystkich częściach tzw. starej trylogii – Nowej nadziei Imperium kontratakuje i Powrcie Jedi oraz w serialu animowanym Rebelianci. Ponadto pojawia się w wielu książkach – jest m.in. głównym bohaterem serii książek Michaela A. Stackpole’a i Aarona Allstona X-wingi (zapoczątkowanej tomem X-wingi. Eskadra Łotrów, wyd. 1996, ISBN 0-553-56801-9)